# Brat (álbum)
Brat (estilizado en minúsculas) es el sexto álbum de estudio de la cantautora británica Charli XCX, lanzado el 7 de junio de 2024 bajo el sello de Atlantic Records. La cantante anunció el disco el 28 de febrero de 2024 y al día siguiente fue publicado «Von Dutch» como sencillo. El 10 de mayo se lanzó «360» como el segundo sencillo para continuar con la promoción del álbum.
Brat recibió elogios por parte de la crítica especializada destacando la vulnerabilidad de sus letras. Hasta junio de 2024 el álbum logró una puntuación de 95 sobre 100 en Metacritic, que lo convierte en el disco mejor calificado de la artista, del año y el decimosexto de todos los tiempos. Para promocionar el álbum, Charli se embarcaría en la gira Brat Tour (2024-2025).

## Antecedentes y grabación
El álbum evoca y canaliza la escena rave ilegal de Londres, donde Charli XCX empezó a actuar «cuando [ella] tenía 14 o 15 años». Este es su sexto álbum de estudio y el primero después de renovar su contrato con Atlantic Records a principios de 2023. Se anunció el 28 de febrero de 2024, un día antes del lanzamiento del sencillo principal «Von Dutch», que se lanzó el 29 de febrero.
Según Charli, Brat es «su disco más agresivo y conflictivo», pero también el más vulnerable. El 22 de febrero, durante su presentación en Boiler Room, estrenó fragmentos de temas que se identificaron como «Get Into It (Spring Breakers)» y «365 Party Girl». En el escenario se le unieron Addison Rae y Julia Fox; El 22 de marzo se lanzó un remix de «Von Dutch» con Rae y A. G. Cook. El 6 de marzo estrenó «So I» en el evento Billboard Women in Music.El 3 de abril lanzó un sencillo promocional doble conteniendo las canciones «Club Classics» y «B2B», siendo ambos producidos por A. G. Cook.
Tras anunciar la canción durante unos días, el 29 de abril Charli anunció el lanzamiento del siguiente sencillo, «360». Salió a la venta el 10 de mayo junto con su videoclip, que ya se había anunciado ese mismo día y que Charli describió como «el mejor videoclip de su vida». En él aparecen numerosas «it girls», como Chloë Sevigny, Julia Fox, Rachel Sennott, Alex Consani, Emma Chamberlain, Chloe Cherry y Richie Shazam, entre otras. La remezcla de «360» se publicó el 31 de mayo e incluye a Robyn y Yung Lean.
A unos días del lanzamiento de Brat, Charli publicó a través de sus redes sociales diferentes avances de canciones que forman parte del álbum, tales como «Sympathy Is A Knife»,«Talk Talk»y y «Spring Breakers»,siendo esta última parte de la versión de lujo.

## Composición
Brat es un disco de club, hyperpop, y dance. Según declaró Charli XCX a Katie Bain, de Billboard, Brat está producido a partir de una apretada colección de sonidos para crear «este minimalismo único que es muy ruidoso y atrevido». Shaad D'Souza, de The Face, comparó el sonido del álbum con las recopilaciones The Annual, de Ministry of Sound en la época de los años 00, y Loud, el álbum de Rihanna de 2010, y describió las letras como «turbias y malcriadas, pero tiernas y desgarradoras».
Charli XCX ha confirmado que un tema del álbum, «Girl, So Confusing», explora su polémica relación con otra artista. «Sympathy is a Knife» también alude a ello. Otro tema, inspirado en parte por la copresentadora de Red Scare, Dasha Nekrasova, y la actriz y cantante Julia Fox, se centra en la «fascinación de la sociedad por las chicas malas». «So I» es «una exploración nudosa de su dolor por [la muerte de] Sophie».

## Portada
La portada y el envoltorio de Brat fueron diseñados por el estudio neoyorquino Special Offer, Inc. La portada, un cuadrado verde lima de baja resolución con el título impuesto de forma desproporcionada, fue recibida con críticas. En una entrevista para la portada de Vogue Singapur, declaró a Chandreyee Ray que las críticas la llevaron a preguntarse por qué los aficionados se sienten «dueños de las artistas» hasta el punto de exigir que su fotografía aparezca en todos sus trabajos; antes lo había calificado de «misógino y aburrido» en Twitter. Además, explicó la portada del álbum y, en particular, la elección del color, al considerar que el verde está muy sobresaturado en los medios de comunicación y en la moda «últimamente»: «Quise elegir un tono de verde ofensivo y fuera de tendencia para provocar la idea de que algo va mal. Me gustaría que nos cuestionáramos nuestras expectativas de la cultura pop: ¿por qué algunas cosas se consideran buenas y aceptables y otras malas? Me interesan las narrativas que hay detrás y quiero provocar a la gente. No hago las cosas para ser amable». Sadie Bell, de People, relacionó la portada con la naturaleza del álbum, que Charli XCX calificó de «confrontacional».

## Recepción de la crítica
Según Metacritic, Brat recibió una «aclamación universal» basada en una puntuación media ponderada de 95 sobre 100 de 23 críticas. El sitio AnyDecentMusic? recopiló 25 críticas y otorgó al álbum una media de 8.6 sobre 10, basándose en su valoración del consenso crítico. Los críticos alabaron la vulnerabilidad emocional de Charli XCX y algunos calificaron Brat como uno de los mejores álbumes de la cantante, como Laura Snapes, de The Guardian, que lo calificó de «obra maestra».
Sal Cinquemani, de Slant Magazine, describió el álbum como «malcriado y descarado», pero «a menudo vulnerable». Brittany Spanos, de Rolling Stone, escribió que Brat «oscila entre extremos... una montaña rusa hiperpop de regreso post-Saturn, ansiedades de treintañera temprana y bravuconadas de It-girl». En Pitchfork, Meaghan Garvey elogió el álbum como uno de los mejores de Charli XCX, dándole la designación de «Mejor música nueva».
Eric Bennett, de Paste, elogió el álbum y lo describió como «desordenado y vulnerable... de una manera de la que el trabajo de Charli ha carecido en la última década». Vera Maksymiuk, de Riff Magazine, escribió que «ya sea en el contundente y descarado sencillo "Von Dutch" o en canciones más despojadas como "I think about it all the time"... puedes sentir a Sophie velando por ella, guiándola y sacándola de su zona de confort creativo, como hizo en vida».
El famoso youtuber y crítico musical Anthony Fantano generó polémica en el internet por darle la inesperada y rara calificación del "10" al álbum, redes sociales se inundaron de memes acerca del amor de Anthony hacia el álbum. Este álbum comparte calificación con álbumes criticamente aclamados, como To Pimp a Butterfly del rapero Kendrick Lamar, To Be Kind de la banda experimental Swans, The Money Store de Death Grips o incluso Abbey Road de The Beatles.

## Lista de canciones
| N.º   | Título                          | Duración |  |
| 1.    | «360»                           | 2:13     |  |
| 2.    | «Club classics»                 | 2:33     |  |
| 3.    | «Sympathy is a knife»           | 2:31     |  |
| 4.    | «I might say something stupid»  | 1:49     |  |
| 5.    | «Talk talk»                     | 2:41     |  |
| 6.    | «Von Dutch»                     | 2:44     |  |
| 7.    | «Everything is romantic»        | 3:23     |  |
| 8.    | «Rewind»                        | 2:48     |  |
| 9.    | «So I»                          | 3:31     |  |
| 10.   | «Girl, so confusing»            | 2:54     |  |
| 11.   | «Apple»                         | 2:31     |  |
| 12.   | «B2b»                           | 2:58     |  |
| 13.   | «Mean girls»                    | 3:09     |  |
| 14.   | «I think about it all the time» | 2:15     |  |
| 15.   | «365»                           | 3:23     |  |
| 41:23 |                                 |          |  |

| brat and it's the same but there's three more songs so it's not – Edición Deluxe |                   |          |  |
| N.º                                                                              | Título            | Duración |  |
| 16.                                                                              | «Hello Goodbye»   | 3:39     |  |
| 17.                                                                              | «Guess»           | 2:22     |  |
| 18.                                                                              | «Spring Breakers» | 2:22     |  |
| 49:54                                                                            |                   |          |  |

## Créditos y personal
- Charli XCX – vocalista, productora, diseño, diseño editorial
- Randy Merrill – masterización
- Idania Valencia – masterización (tracks 1–5, 7–18)
- Manny Marroquin – mezclas (tracks 1, 8)
- Tom Norris – mezcla (tracks 2, 3, 5, 6, 10, 13)
- Bart Schoudel – mezcla, vocalista, ingeniero de audio (tracks 4, 12)
- Gesaffelstein – mezclas (tracks 4, 12)
- Geoff Swan – mezclas (tracks 7, 9, 11, 14–18)
- Cirkut – ingeniero de audio (tracks 1, 8)
- George Daniel – ingeniero de audio (tracks 2, 11)
- Jon Shave – ingeniero de audio (tracks 3, 9)
- Finn Keane – ingeniero de audio (tracks 3, 14)
- A. G. Cook – ingeniero de audio (tracks 5, 7, 10, 13, 14, 16), productor
- Ashley Jacobson – coros (track 6)
- Hudson Mohawke – ingeniero de audio (track 13)
- Matt Cahill – asistente de mezclas (tracks 7, 9, 11, 14–18)
- Special Offer – diseño editorial
- Imogene Strauss – diseño editorial

## Reconocimientos

### Premios y nominaciones
| Año  | Ceremonia de premiación | Categoría                          | Resultado | Ref.          |
| ---- | ----------------------- | ---------------------------------- | --------- | ------------- |
| 2024 | Mercury Price           | Álbum del año                      | Nominado  | [ 45 ]        |
| 2024 | Billboard Music Awards  | Top Dance/Electronic Album         | Ganador   | [ 46 ]        |
| 2025 | Grammy Awards           | Álbum del año                      | Nominado  | [ 47 ] [ 48 ] |
| 2025 | Grammy Awards           | Mejor álbum de dance o electrónico | Ganador   | [ 47 ] [ 48 ] |
| 2025 | Grammy Awards           | Mejor diseño de embalaje           | Ganador   | [ 47 ] [ 48 ] |

### Listados de fin de año
| Publicación          | Lista                                  | Ranking | Ref.   |
| -------------------- | -------------------------------------- | ------- | ------ |
| Billboard            | Staff List: The 50 Best Albums of 2024 | 1°      | [ 49 ] |
| Consequence          | The 50 Best Albums of 2024             | 1°      | [ 50 ] |
| Entertainment Weekly | The 10 best albums of 2024             | 1°      | [ 51 ] |
| NME                  | The 50 Best Albums of 2024             | 1°      | [ 52 ] |
| PopMatters           | The 80 Best Albums of 2024             | 1°      | [ 53 ] |
| Rolling Stone        | The 100 Best Albums Of 2024            | 1°      | [ 54 ] |
| Slant Magazine       | Albums of the Year 2024                | 1°      | [ 55 ] |
| Stereogum            | The 50 Best Albums Of 2024             | 1°      | [ 56 ] |
| The Washington Post  | The best albums of 2024                | 1°      | [ 57 ] |

## Posicionamiento en las listas
| Chart (2024)                                     | Peak position |
| ------------------------------------------------ | ------------- |
| Australia (ARIA)                                 | 3             |
| Australia Australian Dance Albums (ARIA)         | 1             |
| Austria (Ö3 Austria)                             | 7             |
| Bélgica (Ultratop Flandes)                       | 6             |
| Bélgica (Ultratop Valonia)                       | 6             |
| Canadá (Billboard Canadian Albums)               | 6             |
| Croacia Croatian International Albums (HDU)      | 1             |
| Dinamarca (Hitlisten)                            | 12            |
| Países Bajos (Album Top 100)                     | 4             |
| Francia (SNEP)                                   | 16            |
| Alemania (Offizielle Top 100)                    | 8             |
| Hungría (MAHASZ)                                 | 11            |
| Islandia (Plötutíðindi)                          | 16            |
| Irlanda (OCC)                                    | 3             |
| Italia (FIMI)                                    | 26            |
| Japón Japanese Download Albums (Billboard Japan) | 50            |
| Lituania (AGATA)                                 | 20            |
| Nueva Zelanda (RMNZ)                             | 4             |
| Noruega (VG‑lista)                               | 33            |
| Portugal (AFP)                                   | 5             |
| Escocia (Scottish Albums Chart)                  | 2             |
| España (Promusicae)                              | 5             |
| Suecia (Sverigetopplistan)                       | 32            |
| Suiza (Schweizer Hitparade)                      | 10            |
| Reino Unido (UK Albums Chart)                    | 1             |
| Reino Unido (UK Dance Albums)                    | 1             |
| Estados Unidos (Billboard 200)                   | 3             |
| Estados Unidos (Dance/Electronic Albums)         | 1             |

## Certificaciones
| País          | Organismo certificador | Certificación | Ventas certificadas | Ref    |
| ------------- | ---------------------- | ------------- | ------------------- | ------ |
| Reino Unido   | BPI                    | Oro           | 71 000              | [ 85 ] |
| Australia     | ARIA                   | Oro           | 35 000              | [ 86 ] |
| Canadá        | Music Canada           | Platino       | 80 000              | [ 87 ] |
| Nueva Zelanda | RMNZ                   | Platino       | 15 000              | [ 88 ] |